# FIFA 2000
 (octobre 2019).
Si vous disposez d'ouvrages ou d'articles de référence ou si vous connaissez des sites web de qualité traitant du thème abordé ici, merci de compléter l'article en donnant les références utiles à sa vérifiabilité et en les liant à la section « Notes et références ».
FIFA 2000 (ou FIFA 2000 - Major League Soccer aux États-Unis et FIFA 2000 - European League Soccer au Japon) est un jeu vidéo de football sorti en 1999 pour les plateformes PlayStation, Windows et Game Boy Color. Le jeu a été édité par EA Sports et est commenté par Thierry Gilardi et Laurent Paganelli avec notamment la présence de Jean-Luc Reichmann au début de tout match.
Ce jeu avait comme thème principal « It's Only Us » de Robbie Williams, mais également d'autres titres comme « Stop the Rock » d'Apollo 440 ou encore « Sell Out » de Reel Big Fish.